# Igreja Apostólica Armênia
A Igreja Apostólica Armênia [BR]  ou Arménia [PT]  (em armênio: Հայ Առաքելական Եկեղեցի; romaniz.: Hay Aṙak'elakan Yekeghetsi), também denominada Igreja Ortodoxa Armênia, é uma Igreja Oriental Ortodoxa. É a Igreja nacional da Armênia e pratica o rito armênio, praticado também pela Igreja Católica Armênia.

## História
Segundo o livro de Gênesis, a arca de Noé estava encalhada no Monte Ararate. Apesar de esta montanha ser hoje parte da Turquia, é um símbolo nacional armênio, e armênios étnicos ainda podem ser encontrados em seus arredores.
O Cristianismo foi levado para o país pelos apóstolos São Judas Tadeu e São Bartolomeu, que, após converterem o rei de Osroena, Santo Abgar, foram enviados por este para pregarem no reino de Armênia, onde teriam convertido a filha de Sanatruces I, que seria fatalmente martirizada juntamente a São Judas. São Bartolomeu ainda converteria uma irmã do mesmo rei, que mais tarde martirizaria ambos. Antes de suas mortes, no entanto, os apóstolos chegaram a consagrar bispos nativos e alguns outros armênios foram ordenados fora da Armênia por Tiago, o Justo.

### A formação da Igreja armênia nos séculos I-III
Desde os tempos apostólicos até ao final do século III, o Cristianismo espalhou-se gradualmente na Armênia. Não apenas a pregação dos apóstolos de Cristo, mas também uma série de fatores úteis criados foram grandes forças que contribuíram para isso. No primeiro século, o Cristianismo foi amplamente difundido na vizinha Capadócia (a Pequena Armênia fazia parte dela), Osroena e Adiabena, com as quais a ligação comercial e cultural existente criou condições adequadas para a penetração do Cristianismo. A existência de comunidades judaicas em Tigranocerta, Artaxata, Valarsapate e Zareavã também contribuiu para isso. Os primeiros pregadores do Cristianismo iniciaram suas atividades nessas comunidades. No livro "Contra os Judeus", escrito em 197, Tertuliano menciona os armênios entre as nacionalidades que aceitaram o Cristianismo. Esta informação também é confirmada por Agostinho, o Beato, na sua obra “Contra os Maniqueístas”.
As perseguições contra os cristãos por Vologases II (r. 180–191), Cosroes I (r. 191–217) e reis subsequentes também testemunham a rápida propagação do cristianismo. Há descrições deles no livro "História das Perseguições à Igreja", do bispo capadócio Firmiliano de Cesareia (230–268). Eusébio de Cesareia, o pai da História da Igreja, também menciona uma carta penitencial “dirigida aos cristãos da Armênia, cujo bispo é Meruzanes”. Segundo Eusébio, o autor desta carta foi Dionísio, bispo de Alexandria no século III. Segundo algumas informações históricas, após a pregação apostólica, diversas sés episcopais (Coltena, Artaz ou Astisata) foram fundadas na Armênia, cujos bispos eram líderes.

### O Cristianismo como a religião oficial na Armênia
A religião foi incorporada por grande parte da população, mas ainda existiam focos consideráveis de paganismo e zoroastrismo. Em 301, a Armênia tornou-se a primeira nação do mundo a se tornar oficialmente cristã, doze anos antes de Constantino dar liberdade de culto aos cristãos em Roma. Essa conversão deve-se a Gregório, o Iluminador e ao rei Tirídates III. As famílias do monge e do rei eram de dinastias rivais, que há anos vinham brigando pelo poder na Armênia e na Pérsia. Quando Tirídates III foi coroado, Gregório, compareceu na coroação, sendo revelado para todos quem era (adversário do rei e cristão). Tirídates III mandou encarcerar Gregório num poço aos pés do Monte Ararate e lá ele ficou por 15 anos. Conta a tradição que o Tirídates III passou a sofrer de licantropia, passando a agir como um javali. Nenhum dos tratamentos ministrados ou ritos pagãos fizeram efeito. Atendendo aos apelos da irmã do rei, Gregório  foi retirado do poço e colocou-se a orar pelo rei, fazendo com que este voltasse à sua consciência. Em agradecimento, o rei proclamou Cristo como único na Armênia e Gregório como bispo-chefe da Igreja Apostólica Armênia, construindo perto de Erepuni (atual Erevã, capital da Armênia) uma catedral para ser a Santa Sé Armênia. Esse templo foi chamado de Valarsapate e foi construído com pedras trazidas diretamente do Monte Ararate.
A Igreja Apostólica Armênia se separou das demais Igrejas do mundo após o Concílio de Calcedônia em 451, por não aceitar as determinações consideradas pró-nestorianistas. Esse cisma a separa tanto das suas irmãs Católicas quanto das suas irmãs Ortodoxas, pois a Igreja Armênia aceita apenas a autoridade dos três primeiros concílios ecumênicos, enquanto a Igreja Ortodoxa aceita sete e a Igreja Católica aceita vinte e um.
A Igreja Apostólica Armênia mantém-se independente e autônoma na comunhão de Igrejas Orientais Ortodoxas, tendo sua Sede Patriarcal em Valarsapate. Ela foi importante instituição para manter a unidade na diáspora armênia, decorrente do genocídio armênio em 1915.

## Estrutura atual

### Catolicato de Todos os Armênios - Santa Sé de Echemiazim
A sede espiritual e administrativa da Igreja Armênia, a Santa Sé de Echemiazim, localizada na cidade de Valarsapate, República da Armênia, foi estabelecida em 301. O Supremo Líder Espiritual e Administrativo da Igreja Armênia é Sua Santidade Karekin II, Supremo Patriarca e Católicos de Todos os Armênios, que é o líder espiritual mundial da Nação, para os armênios tanto na Armênia quanto dispersos pelo mundo.

#### Patriarcado Armênio de Jerusalém
Tem jurisdição sobre toda a Terra Santa e a diocese da Jordânia, liderado por Sua Beatitude o arcebispo Nourhan Manougian.

#### Patriarcado Armênio de Constantinopla e Toda a Turquia
Tem jurisdição na moderna República da Turquia liderada por Sua Beatitude o arcebispo Mesrob Mutafian.

### Catolicato da Grande Casa da Cilícia - Santa Sé da Cilícia
Localizado em Antelias, Líbano, é uma sé regional com jurisdição atual sob as dioceses do Líbano, Síria e Chipre, concedida temporariamente a ela pelo Patriarcado Armênio de Jerusalém em 1929, liderado por Sua Santidade Católico Aram I.

## No Brasil

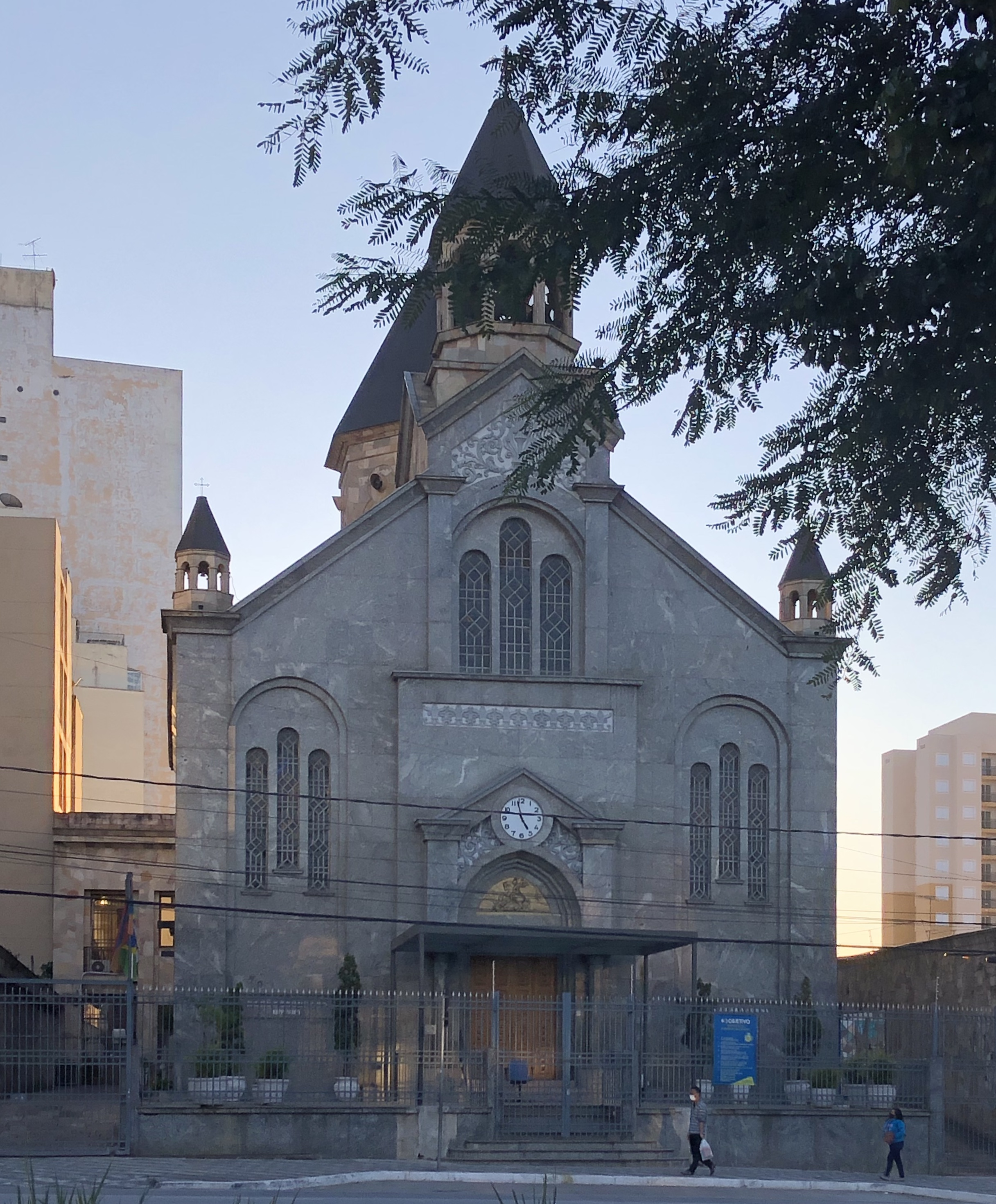
Igreja Apostólica Armênia em São Paulo

É representada no Brasil pela Diocese Armênia do Brasil, com a Catedral de São Jorge em São Paulo, onde está sediado o bispo Nareg Berberian, e uma paróquia em Osasco.